# The Good Bad Girl

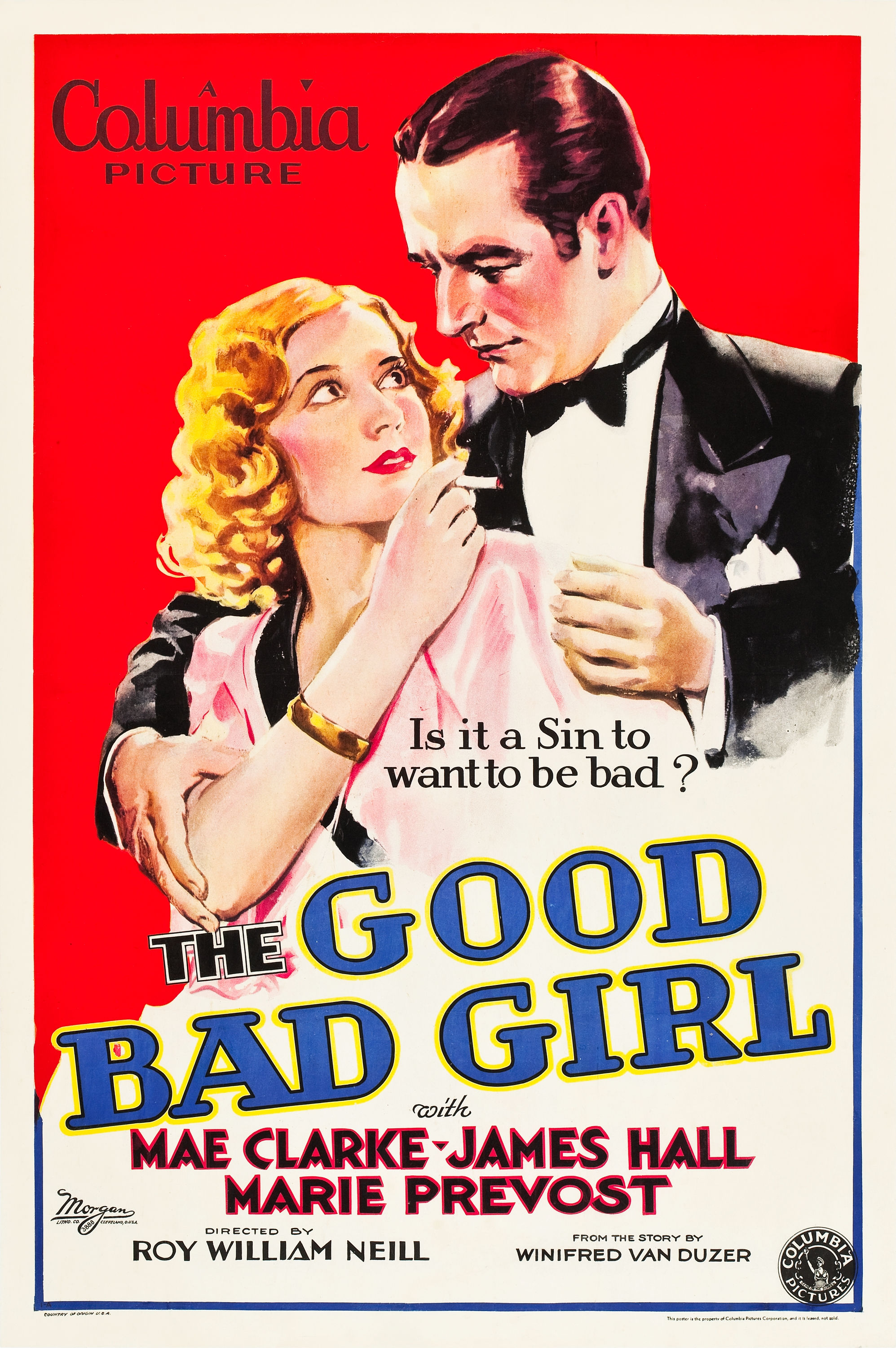
Affiche du film

The Good Bad Girl est un film américain de la période pré-Code réalisé par Roy William Neill et sorti en 1931.

## Fiche technique
- Réalisation : Roy William Neill
- Scénario : d'après un roman de Winifred Van Duzer[2],[3].
- Dialogues : Jo Swerling
- Producteur : Harry Cohn
- Photographie : Ted Tetzlaff
- Montage : Edward Curtiss
- Production et distribution : Columbia Pictures
- Durée : 71 minutes
- Date de sortie : 20 mai 1931

## Distribution
- Mae Clarke : Marcia Cameron
- James Hall : Bob Henderson
- Marie Prevost : Trixie Barnes
- Robert Ellis : Dapper Dan Tyler
- Nance O'Neil : Mrs. J.P. Henderson
- James Donlan : Police Sgt. Donovan
- Paul Porcasi : Tony Pagano
- Wheeler Oakman : Moreland